# Cynanchum leucophellum
Cynanchum leucophellum là một loài thực vật có hoa trong họ La bố ma. Loài này được Diels mô tả khoa học đầu tiên năm 1937.